# Krzypnica
Krzypnica [kʂɨpˈnit͡sa] (German Kranzfelde)  là một ngôi làng thuộc khu hành chính của Gmina Gryfino, thuộc hạt Gryfino, West Pomeranian Voivodeship, ở phía tây bắc Ba Lan, gần biên giới Đức. Nó nằm khoảng 8 kilômét (5 mi) phía nam Gryfino và 27 km (17 mi) phía nam thủ đô khu vực Szczecin.